# Vattenfall Cyclassics 2008
13. edycja wyścigu kolarskiego Vattenfall Cyclassics odbyła się jak zwykle w Hamburgu, 7 sierpnia 2008. Wyścig wygrał Australijczyk Robbie McEwen pokonując na finiszu dwóch innych kolarzy z Antypodów Marka Renshawa i Allana Davisa.
Wyścig zaliczany jest do klasyfikacji ProTour.

## Wyniki (top 10)

### Hamburg-Hamburg, 213,7 km
| [ 1 ] | Imię i nazwisko              | Drużyna          | Czas         | Punkty UCI ProTour |
| ----- | ---------------------------- | ---------------- | ------------ | ------------------ |
| 1     | Robbie McEwen Australia      | Silence-Lotto    | 4h 37' 46"   | 40                 |
| 2     | Mark Renshaw Australia       | Crédit Agricole  | ten sam czas | 30                 |
| 3     | Allan Davis Australia        | Quick Step       | ten sam czas | 25                 |
| 4     | Murilo Fischer Brazylia      | Liquigas         | ten sam czas | 20                 |
| 5     | José Joaquín Rojas Hiszpania | Caisse d’Epargne | ten sam czas | 15                 |
| 6     | Peter Wrolich Austria        | Gerolsteiner     | ten sam czas | 11                 |
| 7     | William Bonnet Francja       | Crédit Agricole  | ten sam czas | 7                  |
| 8     | Mirco Lorenzetto Włochy      | Lampre           | ten sam czas | 5                  |
| 9     | Samuel Dumoulin Francja      | Cofidis          | ten sam czas | 3                  |
| 10    | Fabian Wegmann Niemcy        | Gerolsteiner     | ten sam czas |                    |